# Piramide van Ahmose
De Piramide van Ahmose is een ten tijde van de oud-Egyptische farao Ahmose I tussen 1550 en 1525 v.Chr. in het tempelcomplex van Abydos opgerichte piramide. Het was de enige koningspiramide die van het begin af aan als cenotaaf (grafmonument) en niet als graftombe werd gepland. De piramide van Ahmose was tegelijkertijd de laatste koningspiramide in Egypte, omdat net zoals Ahmose I zelf ook al zijn opvolgers niet meer in piramiden werden bijgezet. Van de piramide is slechts een ruïne overgebleven.

## Ontdekking en onderzoek
Het complex werd voor de eerste keer door Arthur Mace en Charles T. Currelly tussen 1899 en 1902 in opdracht van de Egypt Exploration Fund onderzocht, waarbij de verwoeste piramide werd ontdekt. De opgravingen waren echter oppervlakkig en leverden slechts een grof beeld van het complex en zijn structuren op. Opgravingen concentreerden zich op de dodentempel. Mace groef daarenboven een tunnel onder de piramide, om een eventueel aanwezige onderbouw te vinden. Currelly deed op dit terrein tot 1904 verder onderzoek.
Sinds 1993 ondernam Stephen P. Harvey nieuwe opgravingen in het complex, waarbij hij onder andere een groot aantal reliëffragmenten vond en kon vaststellen dat de Tetisheri-kapel een piramide was geweest. Bij deze opgravingen werden bovendien meerdere bouwwerken van het tempelcomplex blootgelegd.

## Bouwomstandigheden

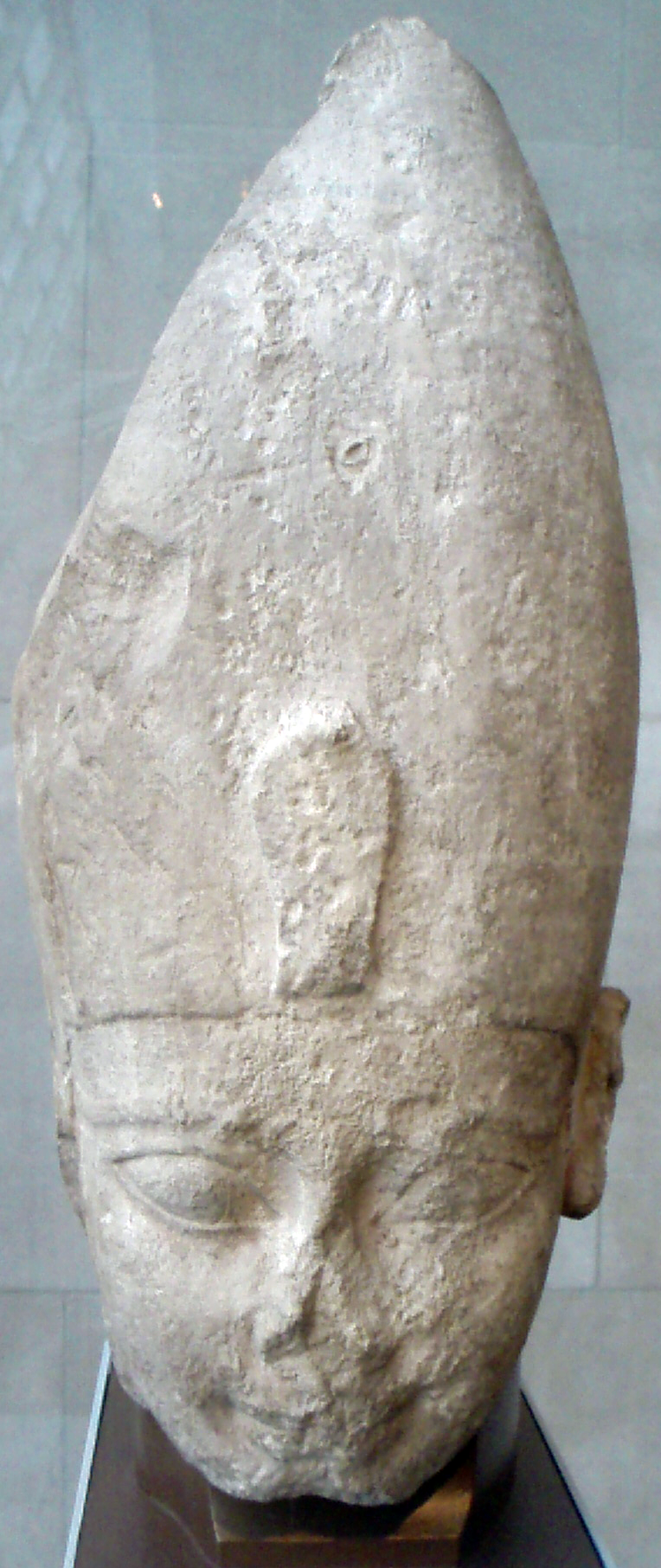
Hoofd van een beeld van Ahmose I
(ca. 1150-1525 v. Chr.), The MET

Na zijn overwinning op de Hyksos, die over een tijdspanne van meer dan 100 jaar over - een deel van - Egypte hadden geheerst, verwierf Ahmose I de volledige macht over het hele land (Opper- en Neder-Egypte) en stichtte hiermee tevens het Nieuwe Rijk. Drijvende kracht achter de inspanningen voor een hereniging schijnt Ahmoses grootmoeder Tetisheri te zijn geweest.
Hoewel Abydos sinds de vroegste tijden van Egypte een belangrijke locatie was voor cultus- en grafbouwwerken, was de piramide van Ahmose de eerste grote piramide die daar werd opgericht. Weliswaar bezaten verscheidene heersers van de 17e dynastie van Egypte daar graven in de vorm van kleine piramiden, maar de basislengte daarvan was niet groter dan 10 meter. Het piramiden- en tempelcomplex van Ahmose onderscheidde zich qua opzet wezenlijk van alle vroegere piramidencomplexen, daar het typische schema van daltempel, processieweg, dodentempel en piramide hier niet werd aangehouden. Met de terrastempel en het Osirisgraf werden nieuwe elementen in de opbouw van het piramidencomplex ingevoerd.
Het eigenlijke, oorspronkelijke graf van Ahmose, dat tot nu toe niet is gelokaliseerd, lag vermoedelijk in Dra Abu el-Naga. Mogelijkerwijs is het een door Herbert E. Winlock in 1913 ontdekte kleine piramide, maar dit grafmonument wordt door andere onderzoekers ook aan Ahmose's voorganger Kamose of zijn vermeende zoon Ahmose Sapair toegeschreven. Zijn mummie alsook die van zijn grootmoeder Tetisheri bevonden zich in de schuilplaats van Deir el-Bahari, waarin ze tijdens 22e dynastie van Egypte ter bescherming tegen grafrovers werden overgebracht.
De Ahmose-cultus in de nabijheid van het piramidencomplex is door een stèle over een tijdsperiode van ongeveer 300 jaar tot in de tijd van Ramses II geattesteerd. De inscriptie vermeldt dat een processieboot van de Ahmose-cultus voor de omwonenden als orakel van de vergoddelijkte koning diende.

1: Piramide van Ahmose I
2: Puinhelling
3: Bouwplatform
4: Dodentempel
5: Tempel A
6: Tempel B
7: Tempel C

## Piramide
De piramide had een basislengte van 52,5 m (wat overeenkomt met 100 meh of koningsellen) en bestond uit een kei- en zandkern, die met fijne kalksteen was bekleed. De losse kern werd daarbij door de bekledingsstenen in piramidevorm gehouden en had geen eigen stabiliteit. Mace vond bij opgravingen nog twee lagen van de bekledingsstenen, waaruit een hellingshoek van ongeveer 60° kon worden afgeleid, waarmee deze duidelijk steiler was dan de piramiden van het Oude en Middenrijk. Aldus bereikte de piramide een hoogte van 45 m.
Nadat de bekledingslaag in later tijden slachtoffer van steenroof werd, verloor de lose kern haar samenhang en zakte tot de huidige nog tien meter hoge puinkegel in. Het kernmateriaal was waarschijnlijk het puin van de uitgraving van het onderaardse Osirisgraf in het zuidelijke kwartier van het complex.
Een halvemaanvormige lemen bakstenenstructuur tussen de noordzijde van de piramide en de dodentempel kon door het onderzoek van Harvey als overblijfsel van een bouwplatform worden geïdentificeerd.
De piramide vertoont als enige van de grotere piramiden geen substructuur, waardoor een functie als graf kan worden uitgesloten. Mace groef in 1902 tevergeefs een tunnel vanaf de noordkant onder de ruïne, om verborgen gangen op te sporen. Ook latere opgravingen konden geen substructuur onder de piramide ontdekken. Gangen in de piramide zelf kunnen op grond van de los opbouw uit keien en zand van de kern worden uitgesloten.

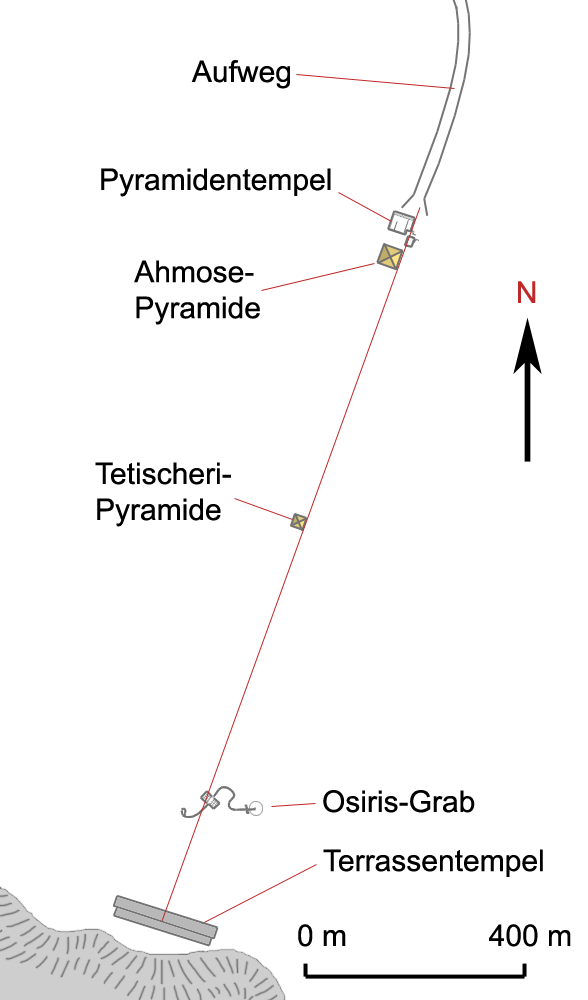
Plattegrond van het tempelcomplex van Ahmose I met een ingebeelde oriënteringslijn (rood) tussen de piramide van Ahmose, de piramide van Tetisheri, het Osirisgraf en de Terrastempel

## Complex
Voor het complex werd een tot heden in de piramidenbouw noch niet gebruikte opbouw gebruikt. Terwijl de gebruikelijke opbouw uit een daltempel aan de kant van de vegetatiegrens en een in de woestijn gelegen piramide bestond, was hier de piramide met bijbehorende tempels aan het dalzijdige eind van het complex nabij de overstromingsgrens van de Nijl opgetrokken. Verderop in de woestijn lagen een kleinere cenotaaf-piramide alsook een Osirisgraf en een terrastempel.
De langgerekte aanleg herinnert in opbouw aan het Osirisgrab, dat Senoeseret III in Abydos liet aanleggen. De componenten zijn langs een lijn opgesteld en waren vermoedelijk door een rechte straat verbonden, die echter niet meer nawijsbaar is. Een ringmuur, zoals bij vroegere piramidencomplexen gebruikelijk, kon niet worden teruggevonden.

### Tempelcomplex
De dodentempel bevond zich aan de noordkant van de piramide, maar grensde echter niet aan deze. Het bouwwerk bezat dikke muren en een doorgang tot een in het midden gelegen hof, aan de rugzijde waarvan zich een zuilencolonnade kon hebben bevonden. Naast de ingang waren twee kuilen, die mogelijkerwijs met telkens een boom waren beplant. Harvey vond in het tempeldomein meer dan 2000 beschilderde reliëffragmenten, die motieven uit de strijd van Ahmose tegen de Hyksos afbeelden en de tempel sierden. Onder deze afbeeldingen bevinden zich de oudst bekende voorstellingen van paarden met strijdwagen in Egypte.
Een andere kleine tempel („tempel A“) bevond zich op de noordoosthoek en diende voor de verering van Ahmose alsook van zijn gade en zuster Ahmose-Nefertari. Dit bouwwerk werd door enkele onderzoekers op grond van de ligging verkeerdelijk voor een cultuspiramide gehouden. Direct ten oosten daarvan zijn de restanten van een andere tempel te vinden („tempel B“), die aan Ahmose was gewijd. Een grotere Tempel („tempel C“) bevindt zich ten noorden daarvan en grenst aan de dodentempel, die aan Ahmose-Nefertari werd toegeschreven.
In het oosten aangrenzend bevinden zich de ruïnes van een economisch en administratief gebouw. Evenwel is het oostelijk deel van het gebouwencomplex door een modern islamitisch begraafplaats ingenomen en zodoende kan dit deel niet worden onderzocht.

### Piramide van Tetisheri
Halfweg tussen de piramide van Ahmose en de terrastempel bevinden zich de restanten van een stenenstructuur met de basismaten 21 m × 23 m, die op grond van daar gevonden inscripties oorspronkelijk als schrijn van Ahmose's grootmoeder Tetisheri werd geïdentificeerd. Evenzo werd er in 1902 in de ruïnes een stèle (CG 34002) gevonden, die naar de piramide en de tempel van Tetisheri verwijst. Op de daarop aangetroffen inscripties deelt Ahmose aan zijn vrouw de planning voor de oprichting van een herdenkingspiramide voor zijn in Thebe begraven grootmoeder mee.

Ik ben het, die aan de moeder van mijn moeder (Ahhotep I) en aan de moeder van mijn vader denkt, aan de Grote Koningsvrouw en Koningsmoeder, Tetisheri, zaliger. Ze had haar grafkapellen nog op de aarde van Thebe en Abydos. Mijne Majesteit wenst, dat men haar een piramide en een dodentempel in de nabijheid van mijn monumenten op verheven land opricht. Het meer van de dodentempel wordt gegraven, de bomen geplant en de offergaven vastgesteld, met akkers wordt het beleend en van kuddes voorzien.
— Tetisheri-stèle (CG 34002).

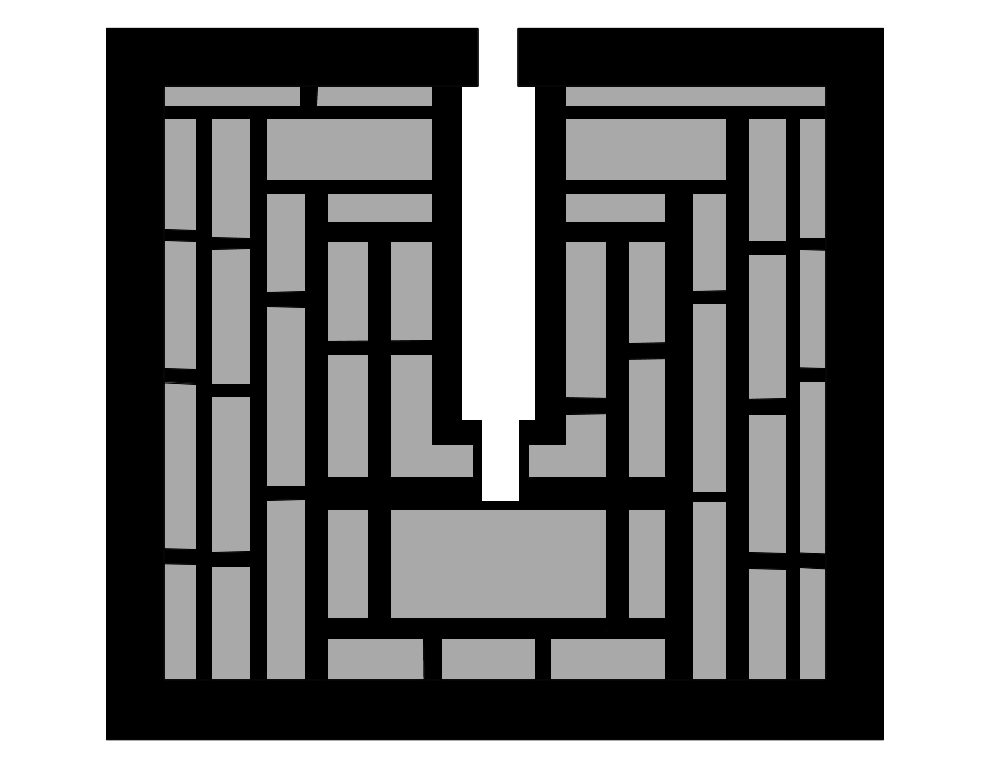
Kazemattenfundament van de Tetisheri-piramide

Toen de stèle net was gevonden dacht men, dat de betekenis van de piramide slechts symbolisch was, daar de ruïnes toen noch niet als piramide waren geïdentificeerd. De volgens het inscriptie zich bij de piramide bevindende tuinen en het kunstmatig aangelegde meer zijn archeologische noch niet aangetoond.
Nieuwere opgravingen door Harvey konden aantonen, dat het bij dit bouwwerk daadwerkelijk om een piramide ging. Ongewoon is echter, dat deze op een fundament uit met keien gevulde lemen stenen-kazematten werd opgericht. Een gang loopt tot in het midden van dit kazemattenfundament. Bij deze opgravingen werden ook fragmenten van het Pyramidion gevonden, waardoor het mogelijk was te bewijzen dat het een gelijkaardige hellingshoek als de piramide van Ahmose had. Deze vondst maakte de verklaring voor de betekenis van de piramide voor dit bouwwerk in de tekst van de bovenvermelde stèle mogelijk. Daarnaast werd ook een uit lemen stenen bestaande ommuring van 90 m × 70 m omheen de kleine piramide gevonden. Binnen de ommuring bevonden zich meerdere kleine gebouwen, wiens functies noch niet is opgehelderd.

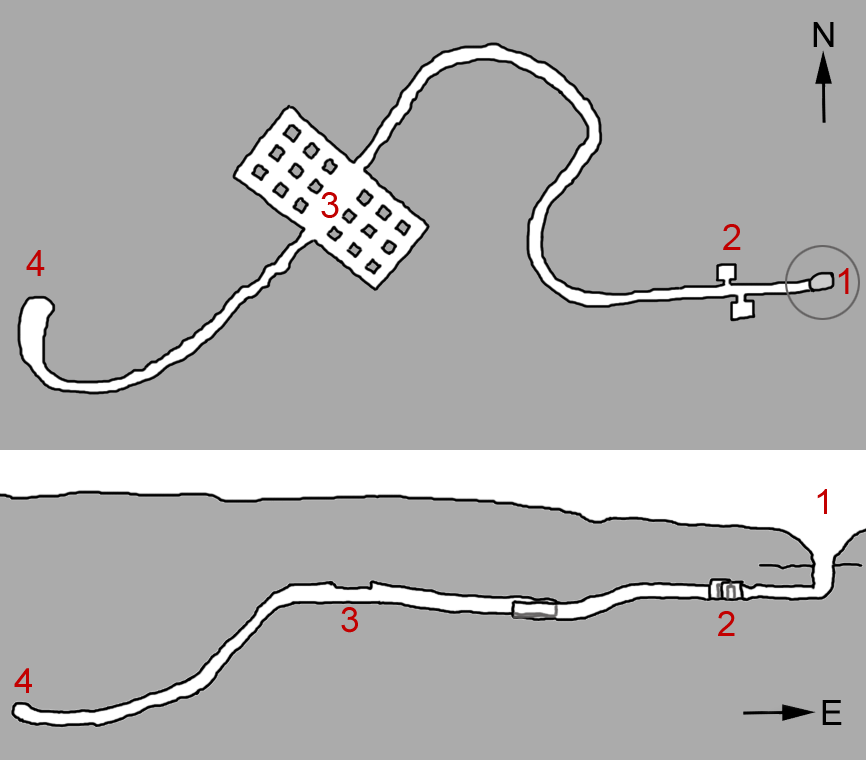
Plattegrond van het Osirisgraf
1: Ingang
2: Zijkamers
3: Zuilenhal
4: Grot

### Osirisgraf
In het zuidelijke kwartier van het complex bevond zich Ahmose zijn Osirisgraf. Deze stelde een symbolische graf van de dodengod Osiris voor, wiens in stukken verdeelde lichaam volgens de Oud-Egyptische mythe over gans het land was verspreid. Het kan evenzeer als symbool voor de onderwereld worden aanzien.
Het Osirisgraf was in de stijl van dat van Senoeseret III, maar zeer slordig en grof uitgevoerd. De ingangsgroeve was zeer onopvallend en onderscheidde zich haar niet van een graf van een gewone burger. De bochtige onderaardse gang was grof uit de rotsen van de ondergrond gehouwen. Kort op de ingang volgden twee kleine zijkamers. In het midden van het verloop bereikte de gang een hal met achttien uit de rotsen staand gelaten pijlers, die in de hoogte slechts met die van de gang overeenkwam. Na de hal voerde de gang sterke afdalend naar een eenvoudige grot. De wanden van de kamers en gang waren niet glad gemaakt of gedecoreerd. De aanleg van het Osirisgraf staat haaks op de oriënteringslijn van de piramide naar terrastempel, waarnaar de andere gebouwen van het complex zijn gericht.

### Terrastempel
Aan het zuidelijk uiteinde van het complex bevond zich voor de steile wand van de kliffen een terrastempel. Bij deze tempel werden begraven votiefgaven in de vorm van keramieken vazen, modellen van boten und stenen vazen gevonden. De tempel was over een uit meerdere trappen en uit trapeziumvormige ruimtes bestaande uitsteek te betreden. Boven voerde een zuidelijk georiënteerde corridor naar een kleine kamer, in dewelke zich vermoedelijk een op een voetstuk opgesteld heersersstandbeeld bevond.

## Belang
Met de piramide van Ahmose eindigde de tijd van de koningspiramiden in Egypte. Terwijl de hervatting van de piramidebouw in het Middenrijk een grote navolging kende, bleef het in het Nieuwe Rijk bij een enkele piramide. Voor geen enkele van de op Ahmose I volgende heersers kon een dergelijk bouwproject worden teruggevonden. Slechts de Koesjitische koningen, die in de 25e dynastie over Egypte heersten, bouwden nog graven in piramidevorm. Deze waren echter buiten het traditioneel tot Egypte gerekende rijksgebied gelegen. In Egypte zelf werden in het Nieuwe Rijk privégraven van een kleine piramidevormige opbouw voorzien.